# Hoengseong

Hoengseong em destaque no mapa em vermelho.

Hoengseong (Hoengseong-gun; 횡성군; 橫城郡) é um condado localizado na parte sudoeste da província de Gangwon, no centro da Coreia do Sul.